# 엑스블 숄더
엑스블 숄더(X-ble Shoulder)는 근로자의 근골격계 부담을 낮춰주는 착용 로봇이다. 

## 상세
현대자동차·기아 로보틱스랩이 2024년 11월 27일 웨어러블 로봇 테크데이에서 엑스블 숄더를 공개했다. 엑스블 숄더는 무동력 토크 생성 구조로 설계돼 가벼우면서 별도 충전이 필요가 없어 유지 및 관리가 편리하다는 점이 특징이다. 크랭크 축과 인장 스프링, 그 사이를 연결하는 멀티링크로 구성된 근력 보상 모듈이 적용됐다. 또한 탄소 복합 소재와 내마모성 소재가 적용됐으며, 팔 받침 등 몸에 직접 닿는 부분은 내충격성 소재를 활용해 산업 현장에서 발생할 수 있는 돌발 충격에도 인체 손상을 최소화하도록 설계됐다. 제품 총 무게는 1.9kg이며 신체 조건에 따라 사이즈 선택 및 본체 길이(406mm~446mm)를 직접 조정할 수 있다. 모듈화 된 본체와 조끼는 탈착이 가능하며, 조끼만 분리 후 세탁이 가능하다.
자세가 고정되지 않고 계속 변하는 작업에서 활용하기 좋으며, 최대 2.9kgf 의 보조력을 제공하는 기본형과 동일 자세를 반복하는 작업에 활용하기 적합하며, 작업 자세에 맞게 각도(75°~120°)를 직접 조정할 수 있고 최대 3.7kgf의 보조력을 제공하는 조절형이 있다.
11월 28일부터 국내에서 상담 및 판매를 시작하고, 2026년에 유럽, 북미 등 글로벌 판매를 시작할 예정이다.

## 같이 보기
엑스블 멕스
현대자동차
기아
현대자동차그룹